# Герб Апастовского района
Герб Апа́стовского муниципального района Республики Татарстан Российской Федерации — опознавательно-правовой знак, служащий официальным символом муниципального образования.
Герб утверждён Решением № 85 Совета Апастовского муниципального района 30 сентября 2006 года.
Герб внесён в Государственный геральдический регистр Российской Федерации под регистрационном номером 2736 и в Государственный геральдический реестр Республики Татарстан под № 76.

## Описание герба
«В червлёном поле зелёная гора, вверху ограниченная вписанной золотой гирляндой из хлебных колосьев, уложенных слева направо и объятая золотым венком из полевых цветов, перевязанным серебряной лентой, волнообразно спускающейся до нижнего края щита. Во главе — золотое сияющее солнце (без изображения лица), сопровождённое по сторонам двумя сообращёнными летящими с воздетыми крыльями иволгами того же металла».

## Символика герба
Герб Апастовского муниципального района языком символов и аллегорий отражает природно-географические, культурные и экономические особенности района.
Апастовский район располагается на западе Республики Татарстан. Огромное влияние на формирование рельефа района оказало русло реки Свияги, правый берег старого русла которой известен крутыми оврагами. Многочисленные овраги и холмистая местность определили название этого региона Татарстана на правом берегу реки Волги — Горная сторона. Здесь находятся горы — Кареульная, Ислам-гора, Гран-тау. Эти места пользуются большой популярностью у местного населения, о них сложено большое количество легенд и преданий.
Изображение в гербе горы, окружённой колосьями и венком, символизирует общие особенности ландшафта района и то, что Апастовский район в основе своей является сельскохозяйственным. Колосья и венок выложены в форме, напоминающей букву «А» — заглавной в названии районного центра — Апастово.
Серебряная лента образно показывает реку Свиягу, которая протекает через Апастовский район и является одной из его уникальных природных богатств.
Солнце — символ жизненного тепла, достатка, стабильности — дополняет хозяйственную символику герба, аллегорически указывая на экономическую развитость Апастовского района.
Символика птиц в гербе многозначна:
Изображение птицы символизирует природное богатство района, разнообразная флора и фауна которого является предметом гордости жителей.
Летящая птица — символ возвышенности, творческого поиска, духовных устремлений.
Иволга — очень трудолюбивая и певчая птица. Её изображение в гербе символизирует одновременно трудолюбивость и богатую духовную культуру населения района, уроженцем которого была Сара Садыкова — композитор и оперная певица, народная артистка ТАССР, заслуженная артистка РСФСР, Лауреат Государственной премии РТ им. Г. Тукая.
Символику герба дополняет его цветовая гамма:
Золото — символ урожая, богатства, интеллекта и уважения.
Серебро — символ чистоты, совершенства, мира и взаимопонимания.
Красный цвет — символ мужества, силы, трудолюбия, красоты и праздника.
Зелёный цвет — символ природы, здоровья, молодости, жизненного роста.

## История герба
Разработка герба района произведена Геральдическим советом при Президенте Республики Татарстан совместно с Союзом геральдистов России в составе:
Рамиль Хайрутдинов (Казань), Радик Салихов (Казань), Ильнур Миннуллин (Казань), Константин Моченов (Химки), Кирилл Переходенко (Конаково), при участии Рашида Загидуллина (п. Апастово), Фархата Галеева (п. Апастово), Алсу Вахитовой (п. Камское Устье).